# Ню Уърлд (остров)

Остров Ню Уърлд (на английски: New World Island) е 5-ият по големина остров в провинция Нюфаундленд и Лабрадор. Площта му е 189 км2, която му отрежда 110-о място сред островите на Канада.
Островът се намира на 2.8 км на североизток от остров Нюфаундленд, в югоизточната част на залива Нотр Дам, западно от остров Фого, от който го отделя остров Ченч. На юг, в протока между Нюфаундленд и Ню Уърлд има три по-малки острова (Чапел, Дънаге и Транзит) десетки малки островчета и стотици скали и рифове. На запад и север също са разпръснати десетки малки острови, като най-големия от тях е остров Саут Туилингът, свързан с Ню Уърлд чрез шосе, прокароно по дамба (насип). Дължината му от югозапад на североизток е 32,5 км, а ширината му варира от 16 км на запад, 0,7 км в средата, до 9 км в източната част.
Бреговата линия с дължина 189 км е изключително силно разчленена, като остров Ню Уърлд е един от островите на Канада с най-силно разчленени брегове – на един километър брегова линия се падат едва 0,875 км2 площ. Цялото крайбрежие на острова е изрязано от стотици по-големи и по-малки заливи и полуострови. Целият остров условно може да бъде разделен на две почти (югозападна и североизточна) равни части, разделени от тесен (700 м) провлак. От северозапад по посока на часовниковата стрелка се редуват следните по-големи заливи: Мортън, Уайлд, Вебер, Сам Джиймс, Върджин, Фрейди, Гошенс, Пайкс, Кобс, Милинерс, Нинепин, Дилдо, Интрикат, Лукес, Пъзел и Бриджпорт.
Релефът е равнинен, като само в югоизточната част има ниски възвишения, височината на които достига до 92 м. Има множество малки езера и блата и почти целия остров е покрит с иглолистни гори.
На острова има 23 малки селища.
Ню Уърлд има сухоземна транспортна връзка с остров Нюфаундленд и намиращият се северно от него остров Саут Туилингът, като през четири тесни протока са построени дамби (насипи) по които е прокарано шосе.